# ابکا-لاپاز
ابکا-لاپاز (به لاتین: Abeka-Lapaz) در غنا است که در منطقه آکرای بزرگ واقع شده‌است.